# Люцерна маленька
Люцерна маленька, люцерна мала, равельник маленький, равлинник найменший (Medicago minima) — вид квіткових рослин родини бобові (Fabaceae). Латинський епітет minima означає «мінімальний, найменший».

## Опис
Однорічна трав'яниста рослина, сланка, розгалужена від основи. Стебла запушені, 5–40 см. Черешок до 8 мм завдовжки, листові фрагменти завдовжки 5–10 мм, 2–7 мм шириною, обернено-яйцюваті. Суцвіття 2–6-квіткові. Пелюстки помаранчеві або жовті. Плоди 2.5–3.5(4) мм в діаметрі. Насіння 1.8–2 мм, коричнево-жовте. Квітне навесні.

## Поширення
Країни поширення: Африка: Алжир; Єгипет [пн.]; Лівія; Марокко; Туніс; Джибуті; Ефіопія; Сомалі [пн.]; Судан [пн.сх.]; Ємен — Сокотра [пд.]. Азія: Афганістан [сх.] .; Кіпр; Єгипет — Синай; Іран; Ірак; Ізраїль; Ліван; Сирія; Туреччина; Казахстан; Киргизстан; Таджикистан; Туркменістан; Узбекистан; Індія — Джамму і Кашмір, Пенджаб, Пакистан [пн.]. Кавказ: Вірменія; Азербайджан; Грузія; Росія — Передкавказзя, Дагестан, європейська частина. Європа: Данія; Швеція [пд.]; Об'єднане Королівство; Австрія; Бельгія; Чехословаччина; Німеччина; Угорщина; Нідерланди; Польща; Швейцарія; Молдова; Україна [вкл. Крим]; Албанія; Болгарія; Колишня Югославія; Греція [вкл. Крит]; Італія [вкл. Сардинія, Сицилія]; Румунія; Франція [вкл. Корсика]; Португалія [вкл. Мадейра]; Іспанія [вкл. Балеарські острови, Канарські острови]. Натуралізація: Австралія, Нова Зеландія, Сполучені Штати Америки, Південна Америка. 
Населяє сухі луки на висотах (0)70–1600 метрів.

## Галерея

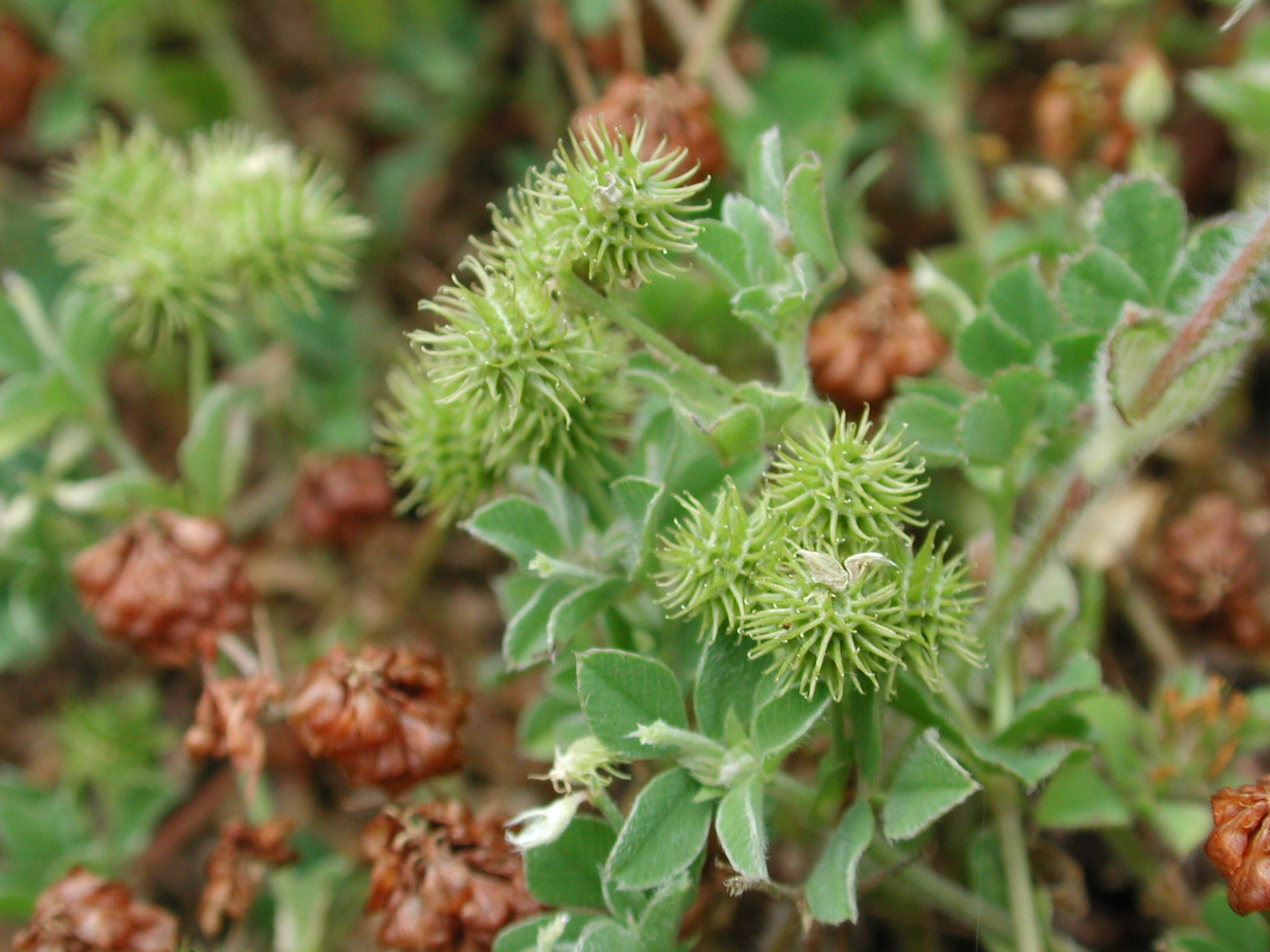
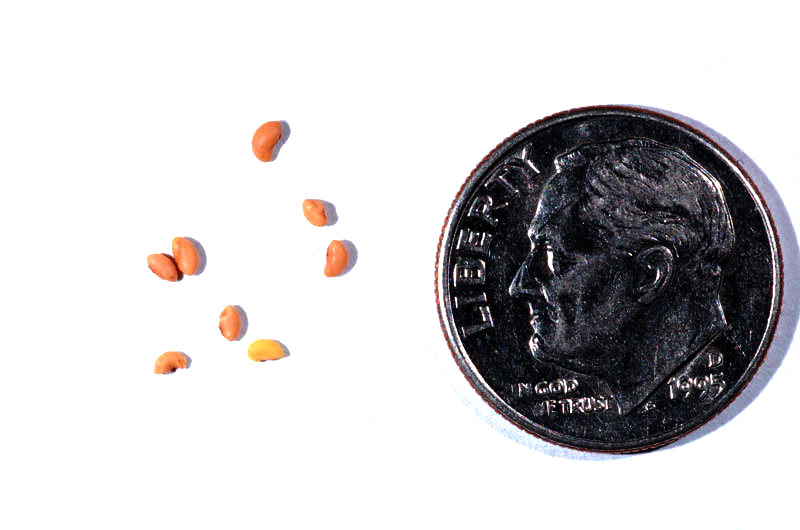
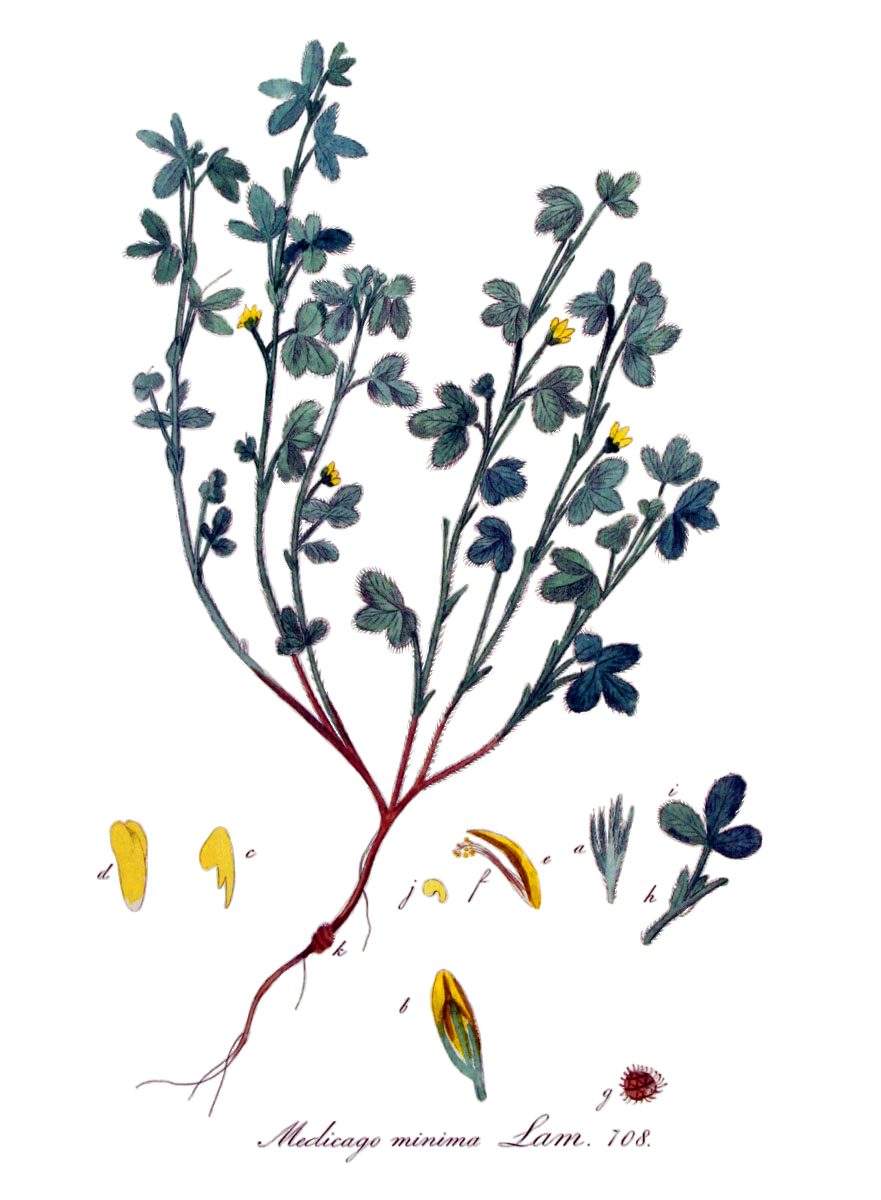